# Jeppe Nybroe
Jeppe Nybroe (født 1973 i Nairobi, Kenya) er dansk journalist og forfatter.
Han har været ansat på DR, Nyhedsavisen og fra 2009 nyhedsvært og redaktør hos TV2 Øst. I 2014 blev han kidnappet i Libanon og holdt som gidsel i 28 dage. Han har i 2015 udgivet bogen Kidnappet - i islamisternes fangehul, hvor han beskriver tiden som gidsel.

## Uddannelse og karriere
Jeppe Nybroe læste efter sin studentereksamen, fra Risskov Gymnasium, spansk sprog og kultur i Madrid. Han blev uddannet journalist fra Journalisthøjskolen i 1997. Her modtog hans og makkeren Troels Mylenbergs hovedopgave karakteren 13.[kilde mangler] Praktikperioden fandt sted på Jyllands-Posten. Sidenhen har han arbejdet som journalist og tilrettelægger på TV 2, Nordisk Film, Saga Studio og Skandinavisk Film Kompagni. Han har endvidere været freelance-krigskorrespondent for bl.a. Politiken og Weekendavisen. Han har desuden været medforfatter til tre bøger, bl.a. om dansk politik.
I perioden 1999 til september 2007 var han ansat på DR, hvor han har arbejdet på Magasinet Søndag, Kriminalmagasinet og TV Avisen, ofte med opgaver i udlandet. Desuden har han dækket folketingsvalg, begivenheder i kongehuset og statsbesøg. Efter i flere år at have været udsendt til verdens brændpunkter i forbindelse med krige og konflikter, blev han afløser som vært på TV Avisen og i 2006 fast vært frem til sin fratrædelse i 2007.
I 2008 blev han redaktionssekretær på Nyhedsavisen, og efter Nyhedsavisens konkurs blev han ansat som redaktionssekretær i Berlingske Media. Her blev Nybroe i efteråret 2009 redaktør og udvikler af dagbladet B.T.'s web-tv frem til sommeren 2010, da han begyndte som nyhedsvært og redaktør på TV2 Øst.

## Kontrovers om nyhedsindslag på DR
I september 2007 fratrådte Nybroe sin stilling DR efter beskyldninger om to tilfælde af manipulation i to tv-indslag. Anklagen om manipulation kom fra journalist Simon Andersen, tidl. chefredaktør på Nyhedsavisen og nyhedschef på dagbladet B.T. i et nyhedsindslag hos konkurrenten, TV2 Nyhederne.
Jeppe Nybroe var da i Kuwait, efter gennem en uge at at have fulgt de danske soldaters tilbagetrækning fra Irak, og svarede derfor på mail: "Jeg erkender, beklager og er ked af at have begået en fejl."
Om Nybroes fratrædelse sagde Ulrik Haagerup: "Jeppe Nybroe har i mange år ydet en stor indsats for DR. Men med det samlede forløb, der har været den sidste måned, må jeg konstatere, at samarbejdet med Jeppe Nybroe ikke kan fortsætte. Det er Jeppe Nybroe enig i, og derfor fratræder han sin stilling i DR. Troværdighed er alt afgørende for en nyheds- og medievirksomhed som DR."
Jeppe Nybroes kommentar i forbindelse med fratrædelsen (ifølge DR er det formelt ikke en fyring):
"Jeg er meget ked af hele situationen. Jeg håber og beder af samme grund, at pressen vil lade mig i fred i denne tid. Jeg forstår og takker for de af mine kollegaer, der spørger til mine kommentarer og reaktioner – men jeg har ikke mere at sige på nuværende tidspunkt."
Tre år senere, august 2010, gav Nybroe et tre sider langt interview til Politiken.
I artiklen hedder det bl.a.:
Omtrent et halv år efter at Jeppe Nybroe stoppede på DR, tilbød Simon Andersen, den daværende chefredaktør for Nyhedsavisen, ham et job som redaktionssekretær, for selv om chefredaktøren var den første, der offentligt og utvetydigt havde kritiseret Jeppe Nybroes indslag fra Irak, syntes han samtidig, de konsekvenser, det fik, var for voldsomme.
I forbindelse med Jeppe Nybroes afsked bad DR's direktion DR's lytter- og seerredaktør Jacob Mollerup om at udarbejde en redegørelse, som skulle belyse, om der var andre tilfælde, hvor Jeppe Nybroe havde lavet vildledende indslag. Redegørelsen blev offentliggjort den 10. december 2007. Redegørelsen konkluderede bl.a. at der ikke var grundlag for at rejse yderligere kritik af Jeppe Nybroe og hans arbejde i DR. Jacob Mollerup skriver bl.a.i sin konklusion: "Gennemgangen af den redaktionelle proces i almindelighed efterlader et indtryk af en redaktion, der – Nybroe inkluderet – i de allerfleste sammenhænge arbejder ihærdigt og redeligt på at lave en retvisende nyhedsdækning. Samtidig er det en kendsgerning, at der i det daglige laves TV-Aviser under hårdt arbejdspres og med væsentligt færre ressourcer end tidligere."

### Kritik af dækbilleder og speak
I TV Avisen søndag 29. juli 2007 rapporterede Jeppe Nybroe fra Irak i forbindelse med tilbagetrækningen af de danske tropper fra landet. Siddende på ladet af et militærkøretøj på vej gennem ørkenlandskabet fortalte Nybroe seerne, at soldaterne og han netop var på vej ud af Irak – Danmarks deltagelse i krigen var forbi. 2. august 2007 kunne TV2 imidlertid afsløre, at indslaget var et falsum. I indslaget var Nybroe i virkeligheden på vej ind i Irak, ind til de danske soldaters lejr.
Senere den 3. august reagerede DR ved at give Jeppe Nybroe en skriftlig advarsel, ligesom han blev pålagt en pause på mindst tre måneder fra sit job som studievært på TV Avisen. Jeppe Nybroe selv blev på www.berlingske.dk den 3. august citeret således: "Jeg har virkelig dummet mig, det er mit ansvar, jeg har optrådt uprofessionelt, og set i bakspejlet kan jeg ikke forklare hvorfor."
I artiklen i Politiken august 2010 kommer der imidlertid en række detaljer frem der sandsynligør DRs og Nybroes allerførste og eneste forklaring: At fejlen var en sjuskefejl og ikke et bevidst forsøg på bedrag eller manipulation. Om de omstridte dækbilleder og Nybroes speak om at de danske soldater lige nu var på vej ud af Irak, hedder det bl.a. i artiklen:
Og Jeppe Nybroe var rent faktisk på vej ind mod basen i Basra. Det kan lyde som en detalje, siger de. Men det er netop i detaljen, at journalistikkens vandmærke viser sig. Det er der, troværdigheden skal stå sin prøve – for uden den mister hvervet sin berettigelse.
Der er imidlertid forhold, som de, der forsvarer Jeppe Nybroe, fremhæver: Hjemsendelsen foregik af hensyn til soldaternes sikkerhed i en glidende, cirkelbevægelse frem og tilbage mellem Irak og Kuwait – det var en »ongoing process«, som presseofficer Hans Vedholm siger i dag, »der var hele tiden nogle, der kørte fra Irak til Kuwait og tilbage igen«.

### Manipulation af lydspor
I en reportage bragt i DR's udenrigsmagasin Horisont den 16. januar 2006, omhandlende amerikanske troppers jagt på oprørsstyrker i Irak, beskyldes Jeppe Nybroe for at have manipuleret med lydsporet således at der blev indsat lyden fra den samme eksplosion to eller tre forskellige steder i indslaget.
Jyllands-Posten stod bag beskyldninger om manipulation og bragte artiklen som søndagsforside plus tre hele sider. I artiklen fra Politiken, august 2010, står der bl.a. om dé beskyldninger:
Artiklen fik Jeppe Nybroe til at gå i det, der bedst kan beskrives som chok.
For ham var der ikke tale om manipulation, men om en helt almindelig praksis i tv-branchen – at »reparere« lyd:
En dør smækker på Christiansborg, men mikrofonen vender en forkert vej – så lyden af et andet dørsmæk bliver lagt hen over billederne. Det buldrer og brager i et af de farligste områder i Irak, men optagelserne af de mange eksplosioner er ikke gode nok – lyden af en enkelt eksplosion genbruges.
Flere – blandt andet en professor i medievidenskab – forsvarer metoden som en mulighed for rent faktisk at komme tættere på den virkelighed, journalisterne skal skildre.